# 秘密結社
秘密結社（ひみつけっしゃ）とは、結社の一形態。一般に団体結社の存在や、組織内の活動などを外部の人間に対して秘匿しているクラブや団体、会を指す。

## 概要
秘密結社とは、結社の存在そのものが構成員により秘匿される、又は、結社の存在は公になっていても、その構成員であることが、組織や構成員自身の許諾によらないで、第三者等により公開されることが禁じられている組織、あるいは、結社の活動目的や活動内容を構成員以外の第三者等に公開することが禁じられている組織などが秘密結社であると指摘される。フリーメイソンは、存在は元より、連絡先や支部などが公開されている。秘密結社の明確な定義は存在しない。
その性格から、政治的秘密結社と宗教的秘密結社に大別されるが、西アフリカ諸国の精霊信仰結社のように両方の要素を持つ場合もある。数は少ないが、どちらにも属さないものもあり、単なる親睦団体である結社も存在する。特定の職人同士や、特定の職種の商業者同士が自分達の技術の漏洩を防いだり、利権を守るために結成する職能・商業組合的な秘密結社も歴史的に多い。メンバーは主義、職業、趣味、嗜好などなんらかの要素を共通して有する。また、秘密の主義、信仰などを有している場合もある。結社への入会に際しては、一定の厳しい制限が設けられていることが多い。しばしば構成員の公募を行わず、非公開の通過儀礼、符牒などを構成員が持つ場合もある。
結社の自由が存在しない体制や、結社の主張が公に認められていない状況で発生した秘密結社は、体制やそれを支持する者にとっては悪事を秘匿して行っているものと取られることがある。こうした理由から、中国近世以降の歴史における秘密結社や、フリーメイソンなどはしばしば当局の攻撃対象となり、弾圧されている。18世紀末の清では「会党」と呼ばれる秘密の宗教結社（義和団など）が多く作られたが、当時の領土拡張戦争によって、負担が大きくなった民衆（農民・手工業者・小商人・人夫など）が絶望的になった結果の集いであり、思想的特徴としては、反清復明である。現在でも「陰謀論」では事象の背後にこうした秘密結社が暗躍したものであるという主張が述べられることがある。
一方で、符牒を持つような閉鎖的な組織がもたらす連帯感や、反社会的な雰囲気自体を楽しむ、娯楽としての秘密結社が組織されることもある。イギリスの「地獄の火クラブ」などはその典型であり、主として会員の娯楽のための活動しか行わなかった。

## 日本
日本としては、修験道の山伏集団、真言宗から邪宗として排斥された真言立川流、東北地方の隠し念仏、九州西部海岸や離島の隠れキリシタンなどがあげられる。

## 代表的な秘密結社
秘密結社と噂されているもの、秘密結社との世評のあるものも含む。
- フリーメイソン
- イルミナティ
- コーサ・ノストラ（別名マフィア） - イタリアシチリア島。
- クー・クラックス・クラン（KKK） - アメリカ合衆国。
- スカル・アンド・ボーンズ - アメリカ合衆国、イェール大学の学生クラブ。
- ブナイ・ブリス - アメリカ合衆国。
- 黄金の夜明け団（G∴D∴）
- P2 - フリーメイソンのロッジ（集会所）の一つだが、イタリアの政財界人、マフィアメンバーらが加入。
- 地獄の火クラブ - 18世紀イギリス。
- カルボナリ（炭焼党） - イタリア。
- 黒手組（黒い手、ブラックハンド） - セルビア。
- フィリキ・エテリア - ギリシャ。
- 土地と自由 - ロシアナロードニキ運動の組織。
- 青年イタリア - イタリア。
- チャイコフスキー団 - ロシア。
- 白蓮教 - 紅巾の乱、白蓮教徒の乱。
- 義和団 - 義和団の乱。
- 海山公司（はいさん、Hai San Secret Society）
- 義興公司（ぎーひん、Ghee Hin Kongsi）
- 洪門 - 太平天国の乱、辛亥革命。
  - 天地会 - 対外名称。
  - 三点会、三合会、哥老会
  - 紅幇（ほんぱん）、青幇（ちんぱん）
- 連合艦隊 - 林彪事件。
- サッグ - パンシガル。インドの暗殺集団。
- 暗殺教団（山の長老教団） - 中東の伝承。ただし活動内容は後世の西洋人による誇張が多い。アササン（暗殺）の語源となった。
- ケニア土地自由軍（マウマウ団） -マウマウ団の乱。
- 薔薇十字カバラ団 - フランス
- マルティニスト会 - フランスなどヨーロッパ諸国。
- 薔薇十字団 - ドイツなどヨーロッパ諸国。
- 黄金の十字団 - ドイツ。魔術師のアグリッパが16世紀に創立。
- 福音十字団 - ドイツ。錬金師のステュディオンが16世紀ニュルンベルクに創立。
- ババリアのイルミナティ - ドイツ。
- オデッサ - ドイツ。
- トゥーレ協会 - 20世紀ドイツ。ドイツ性のための騎士団。会員にディートリヒ・エッカートなど。
- ヴリル協会 - 20世紀ドイツ。会員にカール・ハウスホーファーなど。
- ゲルマン騎士団 - ドイツ。
- 東方聖堂騎士団（OTO） - イギリス、アレイスター・クロウリー。
- シオン修道会
- 聖堂騎士団（テンプル騎士団）
- 九未知会（cf.en:The Nine Unknown）
- グレート・ホワイト・ブラザーフッド（白色同胞団）
- 血盟団
- 桜会[4]
- バーデン＝バーデンの密約組
- 神道天行居
- 花菖蒲ノ会 神道神職・職員による結成。主に神社本庁・各神社庁内に存在する非公式な結社
- 山田らの集団
- 陰謀論における「影の政府」「秘密政府」(en:Shadow government (conspiracy) シークレット・ガバメント、シャドウ・ガバメント)
- パンテオン･クラブ（fr:Club du Panthéon） - 1789年、フランス革命末期、バブーフ、ブオナロッティによる。
- 人権協会（フランス語版）
- 季節協会（fr:Société des Saisons 別訳語: 四季協会、四季の会） - 1830年代半ば、ブランキ、バルベスによる。
- 正義者同盟（義人同盟）
- 共産主義者同盟
- ボヘミアンクラブ
- ゾルタクスゼイアン
- プルス・ウルトラ - トーマス・エジソンらが創設したとされる未来構想のための結社

## 秘密結社を題材とした作品
- 秘密結社鷹の爪
- ゴルゴ13
- 世界征服〜謀略のズヴィズダー〜
- 戦姫絶唱シンフォギア
- 秘密結社でいこう!
- 血界戦線

## 関連書
- 『秘密結社の手帖』澁澤龍彦、河出書房新社, 1984
- 『秘密結社　世界を動かす「闇の権力」』桐生操、アドレナライズ, 2017